# Eugene Boban
Eugène Boban, también llamado André Eugène Boban-Duvergé (1834-1908), fue un anticuario francés especializado en antigüedades precolombinas mesoamericanas. Se desempeñó como arqueólogo oficial de la corte de Maximiliano I de México.
Dos catálogos de venta de sus colecciones, catalogadas por Ed. Frossard, se publicaron en Nueva York, en 1887. Y objetos etnológicos de sus colecciones fueron vendidos en París, en 1908.

## Publicaciones
- Antiquités mexicaines París, E. Leroux, 1875
- Bibliographie palèoethnologique 1881
- Cuadro arqueológico y etnográfico de la república mexicana México, Imp. de Muriga, 1885[1]
- Documents pour servir à histoire du Mexique Paris, E. Leroux, 1891
- Histoire de la nation Mexicaine 1893

## Acerca de la autenticidad
Un cráneo de cristal, originalmente vendido por Boban, y hoy en el Museo Británico, se ha demostrado ser un fraude.